# Solgård

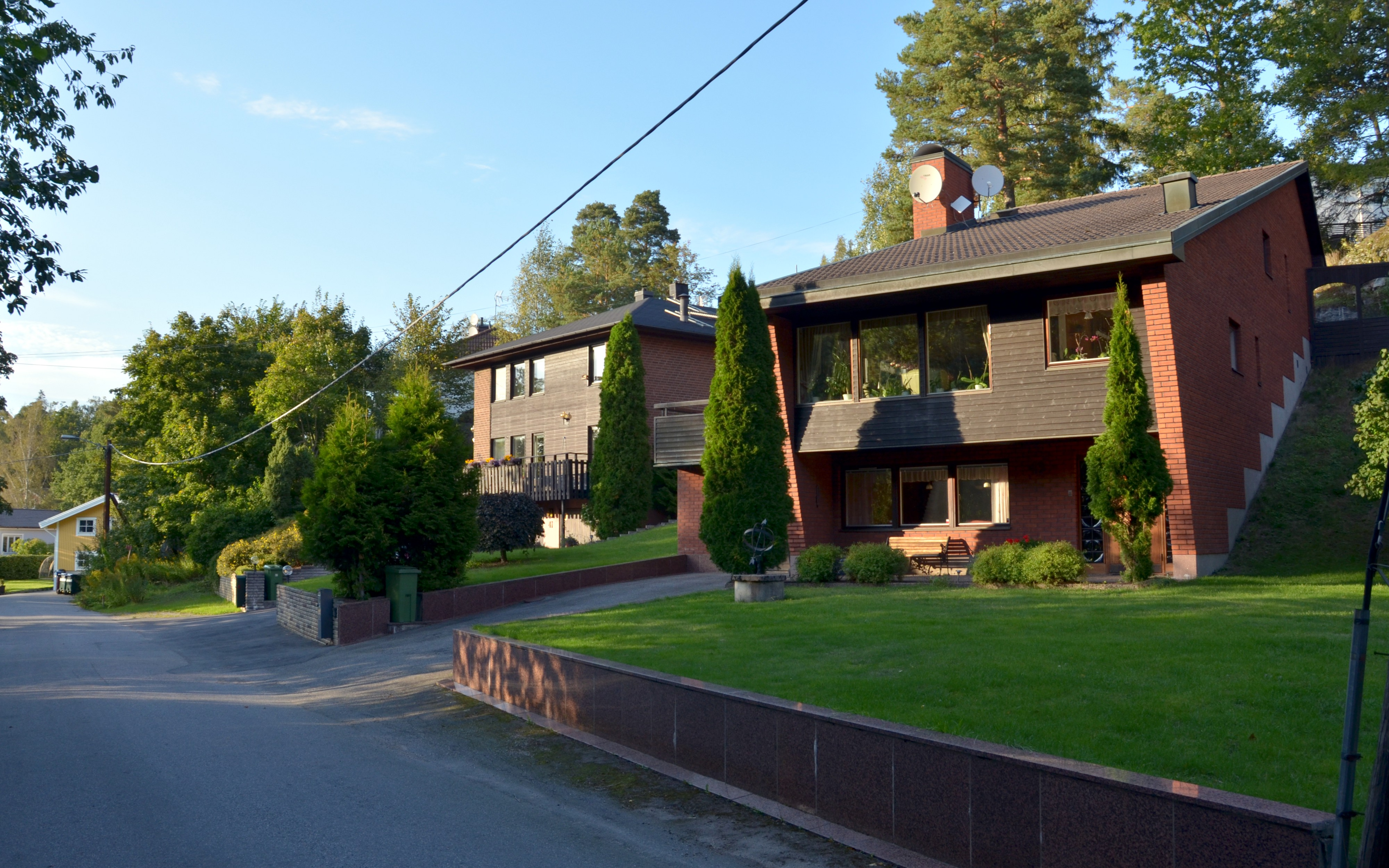
Villor på Mariedalsvägen i Solgård.

Solgård är ett bostadsområde i kommundelen Sjödalen-Fullersta i Huddinge kommun och som ingår i tätorten Stockholm.
Området ligger söder om Huddinge centrum, inramat av järnvägen/Huddingevägen, Storängsleden och en våtmarksanläggning/sjön Orlången. Med bil kan man endast åka in i området på Mariedalsvägen eller bakvägen via industriområdet nordöst om Visättra. Området präglas av villor av olika ålder, men även bostadsrätter finns i hjärtat av området.
Vissa delar av området, främst de södra, befinner sig på ett antal kullar. De högsta kullarna sträcker sig 60 meter över havet och detta gör att man här ser ända in till Globen i Stockholm (vilket är över 1 mil). Området har tidigare varit främst ett sommarstugeområde, men är numera ett medelklassområde med många villor, varav några är ganska exklusiva. Några lite större villor går bland annat att finna på Frimans väg som är beläget på en kulle, vid Saturnusvägen och Polvägen.
Typiskt för området är att en del villor ligger på branta tomter; villorna tycks klamra sig fast längs sluttningen. I områdets norra delar runt Sördalavägen ligger en del villastadshus från början av 1900-talet uppförda i nationalromantisk stil. Dessa uppfördes samtidigt som villorna vid Solvägen och Helgedalsvägen ännu närmare Huddinge centrum, och detta område kan även betraktas som en del av Solgård. Vid Solvägen bodde även Karin Boye under en del av sitt liv. I en skogsbacke vid platsen där idag Sjödalsgymnasiet ligger hade hennes familj byggt en högrest villabyggnad. Huset kallades Villa Björkebo. Huset är idag rivet.
Här ligger också en av Huddinges åtta fornborgar, Solgårds fornborg. 

## Kollektivtrafik
Busslinje 705 har sin ändhållplats i Solgård. Med den kan man ta sig till Huddinge centrum på ca 4-5 minuter. 